# Donatuskapelle (Schevenhütte)

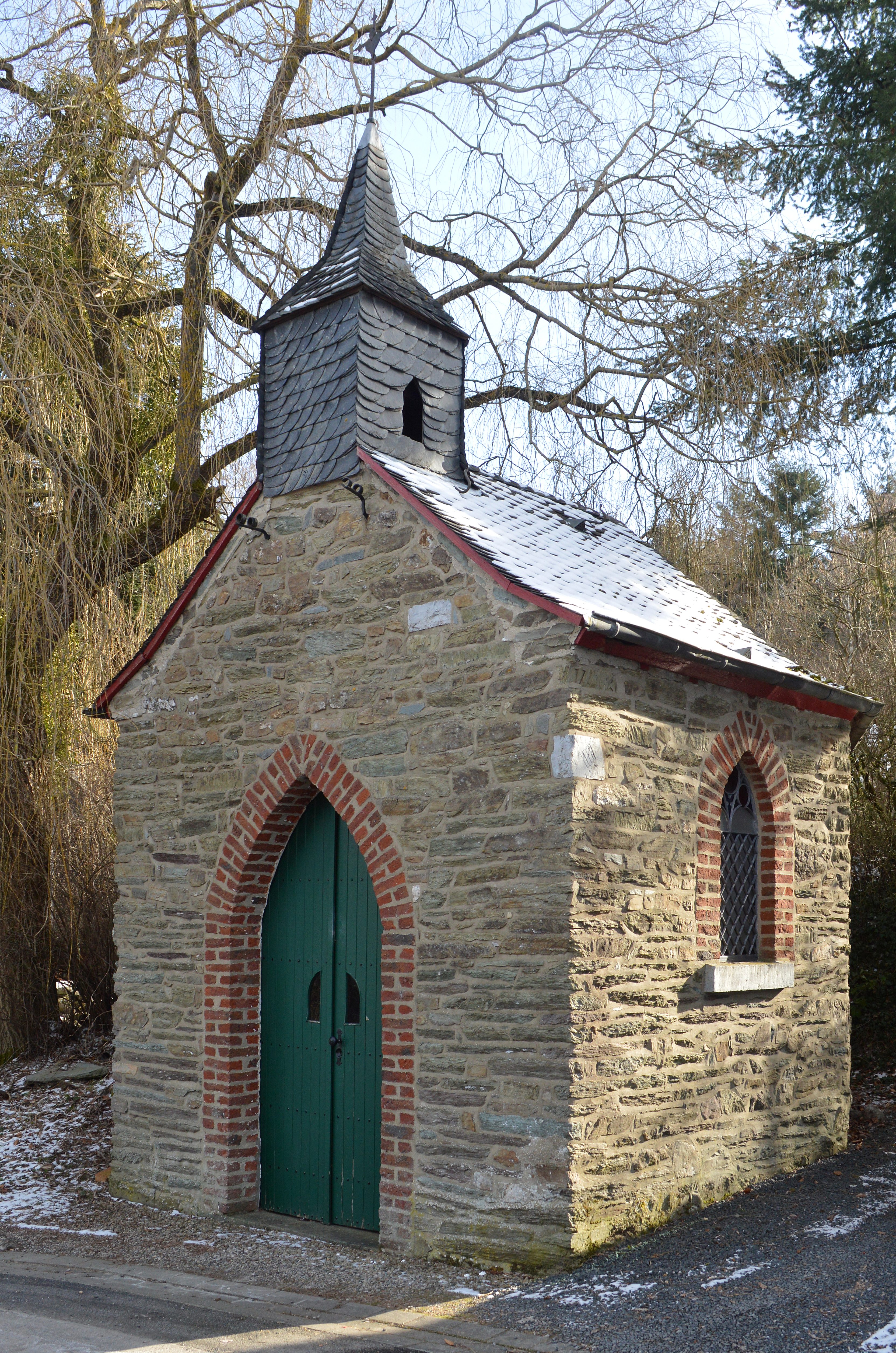
Donatuskapelle Schevenhütte

Die Donatuskapelle Schevenhütte ist eine römisch-katholische  Andachtsstätte im Weiler „Bend“ des Stolberger Ortsteils Schevenhütte. Der Bau wurde 1853 durch Pfarrer Theodor Joseph Siegeler (1798–1882) in Auftrag gegeben und ist seit 1983 unter Denkmalschutz gestellt.

## Geschichte
Nachdem ab Mitte des 19. Jahrhunderts die Bevölkerung von Schevenhütte stetig zugenommen hatte, erwies sich die vorhandene und der Heiligen Dreifaltigkeit geweihten Pfarrkirche als zu klein. Daraufhin entschloss sich der von 1840 bis 1882 amtierende Ortspfarrer von Schevenhütte, Joseph Siegeler, im Jahr 1853 sowohl die Donatuskapelle im Ortsteil „Bend“ als auch zugleich die Marienkapelle am westlichen Ortsrand von Schevenhütte zu erbauen. Damit konnten der Bevölkerung vor allem bis zum Bau einer der neuen und größeren Pfarrkirche St. Josef zusätzliche Örtlichkeiten für ihre Andachten und Messfeiern angeboten werden.
Der Ortsteil „Bend“ entwickelte sich im Mittelalter und wurde geprägt durch die dort ansässigen Köhler und Fuhrleute, die für die Stolberger Kupferhöfe und Reitwerke die benötigte Holzkohle herstellten und lieferten.
Beim Kapellenbau entschied sich Pfarrer Siegeler für eine Bruchsteinkapelle mit dreiseitigem Chorschluss und Satteldach. Über dem Westgiebel wurde ein mit Schiefer bekleidetes quadratisches Glockentürmchen aufgesetzt. Die Seitenwände sind mit jeweils einem Spitzbogenfenster ausgestattet, die ebenso wie die Spitzbogentür mit einer Umrahmung aus roten Ziegelsteinen eingefasst sind. 
Die Kapelle wurde dem heiligen Donatus von Münstereifel geweiht, der als Katakombenheiliger als Patron gegen Unwetter, Blitzschlag, Hagel und Feuersbrunst diente, womit die Einwohner des Ortes oft zu kämpfen hatten. Seine Figur ziert den kleinen und schlichten Altar im Inneren der Kapelle. Seit dem Bau der Kapelle zieht alljährlich im Mai eine Bittprozession von der Pfarrkirche aus zur Donatuskapelle nach „Bend“.